# Meioneta uzbekistanica
Meioneta uzbekistanica är en spindelart som först beskrevs av Andrei V. Tanasevitch 1984.  Meioneta uzbekistanica ingår i släktet Meioneta och familjen täckvävarspindlar. Inga underarter finns listade i Catalogue of Life.